# Mihael Napotnik
Mihael Napotnik, auch Michael Napotnik (* 20. September 1850 in Tepinaberg; † 28. März 1922 in Maribor) war Fürstbischof von Lavant, deren Sitz damals bereits in Marburg an der Drau gelegen war, und Autor.

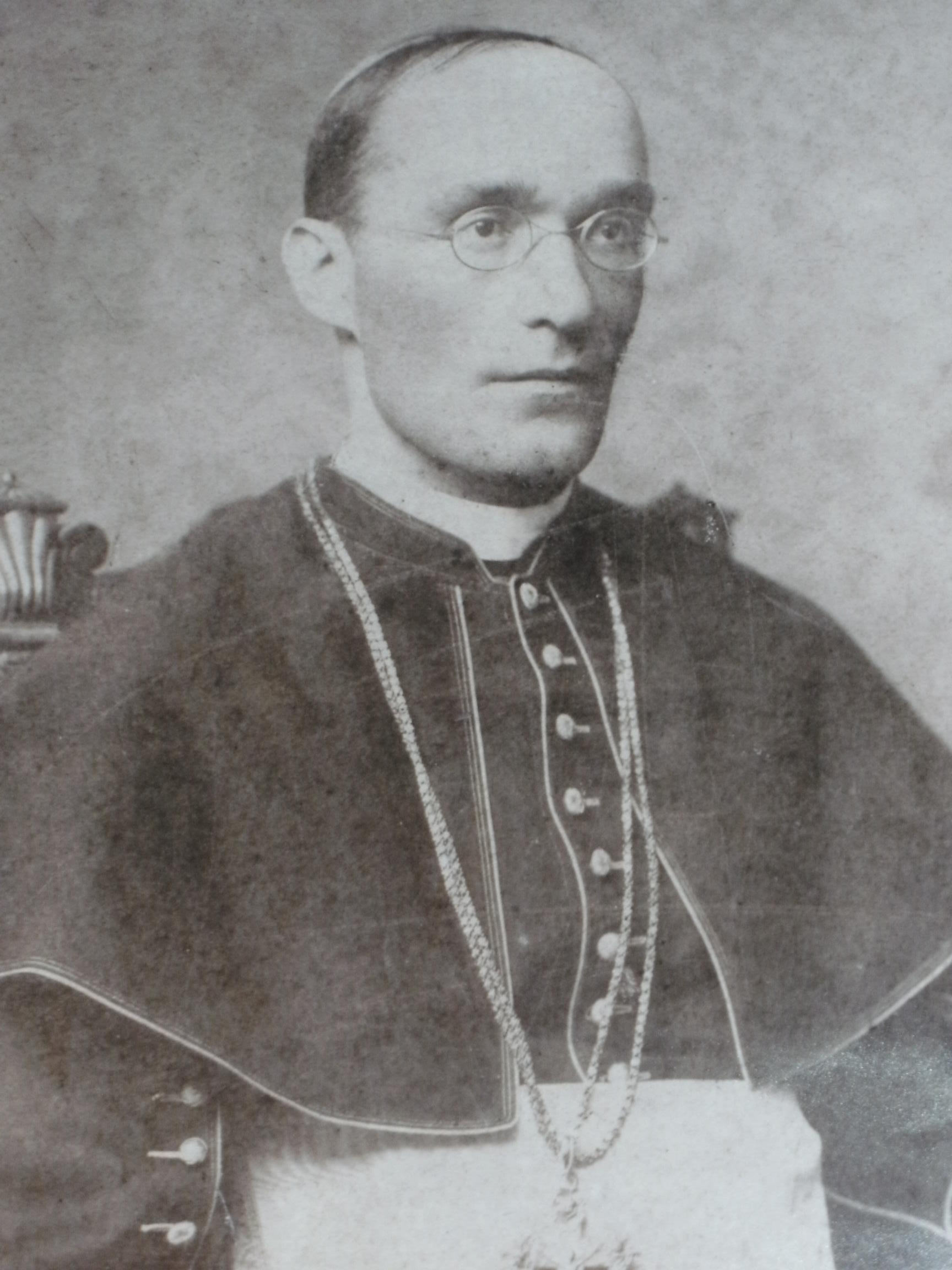
Michael Napotnik, Fürstbischof von Lavant

## Leben
Michael Napotnik wurde in dem 26 Häuser zählenden Weiler Tepinaberg im untersteierischen Gerichtsbezirk Gonobitz (heute Tepanjski Vrh bei Slovenske Konjice in Slowenien) geboren.
Nach Schule und Studium wurde er am 25. Juli 1875 zum Priester geweiht. Am fürstbischöflichen Priesterseminar der Diözese Lavant in Marburg, das im Jahre 1859 von Bischof Slomšek gegründet wurde, lehrte Napotnik von 1881 bis 1884 Philosophie, Geschichte und Kirchenrecht.
Am 27. September 1889 wurde er zum Fürstbischof von Lavant ernannt und am 27. Oktober durch den Salzburger Erzbischof Franz Albert Eder geweiht. Seine feierliche Inthronisation erfolgte am 17. November 1889 in der Marburger Kathedrale St. Johannes der Täufer.
Er verstarb am 28. März 1922 und wurde im Marburger Dom beigesetzt.

## Werke
- Die Basilika zur Heiligen Maria, Mutter der Barmherzigkeit, in der Grazervorstadt zu Marburg, (Marburg 1909)

slowenisch:
- Kratek pregled bosanskega slovstva (1884) Katalogeintrag bei Cobiss
- Imenopis konjiške nadfare v Kresu 1886, Družba sv. Mohorja, Celovec (1886) Katalogeintrag bei Cobiss
- Sveti Pavel, apostol sveta in učitelj narodov (1904) Katalogeintrag bei Cobiss